# (29229) 1992 EE1
1992 إي إي 1 (ويعرف أيضًا باسم (29229) 1992 إي إي 1 وفق تسمية الكوكب الصغير) (بالإنجليزية: 1992 EE1)‏ هو كويكب ضمن حزام الكويكبات؛ وترتيبه 29229 من حيث الاكتشاف.
اكتُشف هذا الجُرم الفلكي بواسطة Atsushi Sugie ‏ في 10 مارس 1992.

## وصلات خارجية
- (29229) 1992 EE1 في قاعدة بيانات مختبر الدفع النفاث لأجرام النظام الشمسي الصغيرة

- الاكتشاف · مخطط المدار ·  العناصر المدارية · المعلمات المادية

- (29229) 1992 EE1 على موقع ويكي سكاي: DSS2, SDSS, GALEX, IRAS, Hydrogen α, X-Ray, Astrophoto, Sky Map, Articles and images